# غران سيتي بوب
 جران سيتي بوب  هو الألبوم التاسع للمغنية المكسيكية باولينا روبيو وصدر في الثالث والعشرين من حزيران من العام 2009. الأغنية الأولى منه هي Causa Y Efecto, كتبها الفنان المكسيكي ماريو دوم. يأتي هذا الألبوم بعد ألبوم «أناندا» الصادر عام 2006. يحتوي الألبوم على 11 أغنية جديدة باللغة الإسبانية، تعاملت باولينا من خلالها مع عدد من الشعراء والملحنين، ومن الجدير بالذكر أن باولينا قد ساهمت بشكل كبير وخاص في إعداد هذا الألبوم حيث شاركت بكتابة أغلب أغاني الألبوم.
يذكر أن باولينا بدأت العمل على الألبوم منذ عام 2007 في الإستوديو الخاص بها في منزلها في ميامي، وتقول أن التسمية «غران سيتي بوب» وتعني مدينة البوب العظيمة تعود إلى مدينة ضخمة وخيالية جمعتها باولينا في رؤية واحدة، وأنها قد عاشت في مدن كثيرة في العالم خلال السنوات السابقة وأن كل مدينة كانت لها تجربتها الخاصة وأنها تريد أن تشارك الجميع هذه التجارب من خلال عشرة أغنيات في ألبومها الجديد. كما أن باولينا تعاملت مع كل من استفانو وكوتي وغيرهم لإنتاج هذا الألبوم.
و لم يمض أسبوع واحد على إصدار ألبومها الجديد «جران سيتي بوب» حتى باع الألبوم ما يزيد عن 300.000 نسخة، 100.000 في الولايات المتحدة الأميركية و 200.000 في أميركا اللاتينية. وعليه تم تكريم باولينا روبيو وألبومها الجديد بمنحه شهادة الألبوم البلاتيني في ميامي.